# Marianówka (Kraśnik)
Pour les articles homonymes, voir Marianówka.
Marianówka (prononciation : [vilˈkɔwas]) est un village polonais de la gmina de Wilkołaz dans le powiat de Kraśnik de la voïvodie de Lublin dans l'est de la Pologne.
Il se situe à environ 5 kilomètres au nord de Wilkołaz (siège de la gmina), 17 kilomètres au nord-est de Kraśnik (siège du powiat) et 28 kilomètres au sud-ouest de Lublin (capitale de la voïvodie).

## Histoire
De 1975 à 1998, le village est attaché administrativement à l'ancienne Voïvodie de Lublin.

Depuis 1999, il fait partie de la nouvelle voïvodie de Lublin.